# Sylvester Weaver (ejecutivo)
Sylvester Laflin "Pat" Weaver, Jr. (21 de diciembre de 1908 - 15 de marzo de 2002) fue un ejecutivo de publicidad de radio estadounidense, que se convirtió en presidente de NBC entre 1953 y 1955. Ha sido conocido por el formato y la filosofía de su radiodifusión comercial, ya que la radio dio paso a la televisión como el entretenimiento doméstico dominante en Estados Unidos. Estuvo casado con Elizabeth Inglis desde 1942 hasta su muerte en 2002, tuvieron dos hijos; un hijo Trajan Victor Charles y una hija Sigourney Weaver.
Weaver nació en Los Ángeles, California, el 21 de diciembre de 1908. Era el hijo del actor/director Sylvester Laflin Weaver, Sr. (1874-1964) y la actriz Eleanor Isabel Dixon (1879-1966), el abuelo de Sylvester Jr. fue Peter Laflin Weaver (1841-1912), un hombre de negocios, su bisabuelo fue Henry Laflin Weaver (1808-1894), también un hombre de negocios, su tátaraabuelo fue Charles Laflin Weaver (1708-1816), un fabricante, Sylvester, Jr. murió el 15 de marzo de 2002 en su casa de Santa Bárbara, California, por causas naturales, a los 93 años de edad.